# Magnèsia del Sípil
Magnèsia del Sípil (Magnesia Ad Sipylum, Μαγνησία ὑπὸ Σιπύλῳ) fou una ciutat de Lídia a la part nord-oest de la muntanya de Sípil (Sipylum) i a la part sud del riu Hermos (Hermus). Igual com la seva homònima de Jònia se suposadament una fundació de la gent de Magnèsia de Tessàlia. S'hi trobava una mina de «pedres de Magnèsia» que eren magnetes naturals i el nom de la ciutat sobreviu en tots els derivats de la paraula magnetisme.
La seva fama deriva de la important batalla de Magnèsia lliurada a les seves muralles entre els romans dirigits pels Escipions, i Antíoc III el Gran el 190 aC, en la qual el rei selèucida fou derrotat i va perdre tot seguit les seves possessions a l'Àsia Menor. La ciutat es va rendir ràpidament als romans.
Durant la guerra amb Mitridates del Pont al segle i aC els habitants de la ciutat es van defensar de l'atac dels pòntics.
Durant el regnat de Tiberi la ciutat fou destruïda per un terratrèmol i l'emperador va donar diners per la seva reconstrucció.
Encara era una ciutat de certa importància al segle v i continua essent esmentada durant el període romà d'Orient. El 1313 fou capturada pels turcs del Beylik de Saruhan-oğhlu. Fou tanmateix residència temporal dels soldans turcs. El seu nom modern és Manisa i les ruïnes de l'antiga ciutat són poc importants.